# Charles Édouard Guillaume

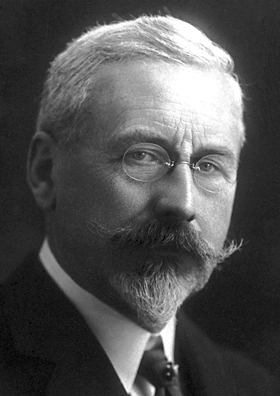
Charles Édouard Guillaume

Charles Édouard Guillaume (* 15. Februar 1861 in Fleurier, NE; † 13. Juni 1938 in Sèvres) war ein französisch-schweizerischer Physiker und Nobelpreisträger.

## Leben und Werk
Guillaumes Großvater war aus politischen Gründen aus Frankreich nach London geflohen. Dort eröffnete er ein Uhrmachergeschäft, das durch seine drei Söhne, darunter auch Charles’ Vater Édouard, fortgeführt wurde. Die reformierte Familie besass ihr Ortsbürgerrecht im Grenzdorf Les Verrières.
Charles Guillaume wurde in Fleurier geboren und absolvierte das Gymnasium in Neuenburg. Dort führte er 1877–1878 seine Studien an der Akademie weiter. Danach studierte er zwischen 1878 und 1882 an der Eidgenössischen polytechnischen Schule in Zürich. 1883 promovierte er bei Heinrich Friedrich Weber an der Universität Zürich. Er war Mitglied der Studentenverbindung Zofingia.
1888 heiratete er die Deutsche Emilie Marie Anne Taufflieb. Nach einer kurzen Zeit bei der Schweizer Infanterie nahm er eine Stellung als Assistent beim Internationalen Büro für Maße und Gewichte in Sèvres bei Paris an. Der Institution blieb er bis an sein Lebensende verbunden, ab 1889 als Adjunkt, 1901 als Vizedirektor, 1915–1936 als Direktor und zuletzt als Ehrendirektor. Unter anderem war er dort an den Arbeiten für den Urmeter beschäftigt.
Ab 1896 entwickelte er die Invar- und die Elinvar-Legierungen. Seine Arbeiten, insbesondere zur Ausdehnung von Stahl-Nickel-Verbindungen, führten zu entscheidenden Verbesserungen bei Thermostaten, Astronomischen Uhren und Präzisionsuhren.
Die Universitäten in Genf, Neuchatel und Lausanne verliehen ihm je einen Ehrendoktor. Er war Präsident der Société française de physique, Mitglied der Ehrenlegion und Mitglied, Ehrenmitglied oder Korrespondierendes Mitglied in mehr als einem Dutzend wissenschaftlicher Gesellschaften in Europa, so der Russischen Akademie der Wissenschaften. Er erhielt 1920 den Physik-Nobelpreis als „Anerkennung seiner Verdienste auf dem Gebiet der Präzisionsmessung in der Physik und für seine Entdeckung der Eigenheiten der Stahl-/Nickelverbindung“.
Als er 1938 in Sèvres starb, wurden seine sterblichen Überreste in die Schweiz überführt und auf dem Friedhof von Fleurier beigesetzt.

## Weitere Ehrungen
- Ehrenbürger von Fleurier (1933)[1]
- Ehrenbürger von La Chaux-de-Fonds (1936)[1]
- 1979 wurde der Mondkrater Guillaume nach ihm benannt.[4]